# Дрю Пірсон
Ендрю «Дрю» Рассел Пірсон (англ. Andrew "Drew" Russell Pearson; 13 грудня 1897 — 1 вересня 1969) — американський колумніст, відомий своєю газетною колонкою «Вашингтонська карусель». Він також мав програму на NBC Radio під назвою «Коментарі Дрю Пірсона». Він був відомий своїм підходом до політиків високого рівня, таких як сенатори, члени уряду, генерали та американські президенти.

## Життєпис

### Ранні роки
Дрю Пірсон народився 13 грудня 1897 року в Еванстоні, Іллінойс, у сім'ї Пола Мартіна Пірсона, викладача англійської мови в Північно-Західному університеті, та Едни Вулф. У 1901 році сім'я переїхала до Кембриджу, Массачусетс, де батько Дрю розпочав навчання у Гарвардському університеті. Коли Пол Пірсон закінчив навчання, йому запропонували посаду викладача у пенсільванському квакерському Свортмор-коледжі, він прийняв пропозицію. Една Пірсон, будучи єврейкою, переживала, як її прийме квакерське суспільство у Пенсільванії. Перед тим, як поїхати до Пенсільванії, вона взяла Дрю та його молодшого брата до Канзасу, де жили її батьки. Через деякий час вона з дітьми приїхала до чоловіка у Свортмор, де Пірсони стали квакерами.

### Освіта
У Свортморі Дрю спочатку відвідував звичайну місцеву школу, але його батько вважав її заслабкою для своїх дітей, і перевів Дрю та його брата до свортморської приватної школи, оплачуючи їхнє навчання своїми лекціями. Його батько брав участь у просвітницькому русі «Чотоква»: він читав лекції тим, хто збирався у літні табори. Дрю також відвідував чотоквінські лекції. Пол Пірсон став місцевою знаменитістю через свої чотоквінські лекції. У старших класах Дрю перевівся до Академії Філіпса в Ексетері, заслуживши найвищу стипендію. В Академії Дрю зацікавився міжнародною політикою і захотів стати дипломатом. У 1915 році Дрю завершив навчання в Академії та вступив до Свортмор-коледжу. У Свортмор-коледжі Дрю був редактором студентської газети, а також членом престижного студентського товариства Фі Бета Каппа.

### Сербія (1919—1921)
У 1919 році, на останньому курсі у коледжі, він як член квакерської організації Американській комітет друзів на служінні суспільству записався на дворічний строк служби в Сербії, яка сильно постраждала під час Першої світової війни. У Сербії комітет допомагав тим, хто постраждав від війни. Зокрема, комітет будував бараки та госпіталь у місті Печ, яке знаходиться у сучасному Косово. Через кілька місяців перебування у Сербії Пірсон очолив підрозділ, який займався допомогою постраждалим від війни. Робота Пірсона була в основному полягала у паперовій, написанні звітів і відповідями на листи. У Сербії Пірсон відвідував Белград, тодішню столицю новоствореного королівства Сербів, Хорватів і Словенців, та Сараєво.

### Початок журналістської кар'єри
Через два роки, повернувшись до Пенсільванії, Пірсон почав викладати індустріальну географію у Пенсільванському університеті. У цей час Пірсон починає висвітлювати питання міжнародної політики для студентських видань. Так, він висвітлював Вашингтонську конференцію з роззброєння для студентського видання The Phoenix Свортмор-коледжу. Після конференції Пірсон вирішив залишити академічну діяльність і знову поїхати за кордон, плануючи стати журналістом-фрілансером та лектором. Він мав намір переконати редакторів підписатися на його колонку. Подорожуючи поїздом по США, він виходив у різних містах по дорозі. На той час, коли він дістався до Сіетла, він мав контракти з тридцятьма п'ятьма газетами, готовими платити за його «інформативні репортажі про Далекий Схід». Щоб перетнути Тихий океан, він став моряком, і на судні дістався до Йокогами.
Під час свого журналістко-лекторського турне Пірсон відвідав Японію; Нову Зеландію та Австралію, де читав лекції та уклав контракти на написання колонок для австралійських газет; Китай; Сибір, де був заарештований за те, що фотографував, і де, після звільнення взяв інтерв'ю у генерала Ієроніма Уборевича; Індію, де намагався взяти інтерв'ю у Магатми Ганді, але той тоді перебував у тюрмі. Він також уклав контракт на інтерв'ю з 12-ма найвидатнішими європейськими особами. Автори різняться щодо того, із ким було укладено такий контракт: Дональд Річі пише, що це був «австралійський» контракт, в той час як Олівер Пайлет пише, що це був контракт з американським газетним синдикатом.
Так, чи інакше, Пірсон взяв інтерв'ю у, зокрема, Беніто Муссоліні та Артура Джеймса Балфура. Завдяки своїм колонкам, Пірсон достатньо заробив, щоб повернутись до США першим класом. У США він намагався продовжити журналістську кар'єру взявши інтерв'ю у таких виданих осіб, як автомобільний магнат Генрі Форд та винахідник Томас Едісон. Однак йому не вдалося знайти постійної роботи у журналістиці, і він повернувся до викладацької діяльності, а саме, у 1924 році почав викладати економічну географію у Колумбійському університеті.
У 1925 році Пірсон працював на видавничу корпорацію United Publishers. Невдовзі нещодавно одружений Пірсон разом із дружиною вирушив у світове турне, знову сподіваючись заробити своїми колонками. У наступні півтора року Пірсони відвідали Японію, Китай, СРСР та Європу. Зокрема, вони побували у пустелі Ґобі, у внутрішній та зовнішній Монголії. Під час подорожі Пірсон став свідком того, що більшовики поставляли зброю до Китаю, щоб викликати політичні хвилювання. Хоча ця історія і зацікавили американського військового аташе в Пекіні, в США історію про це погодилось опублікувати лише одне видання — New York American Вільяма Рендольфа Герста. Пірсони також побували в Індії, де Дрю знову намагався взяти інтерв'ю у Магатми Ганді, але той відмовився, пославшись на те, що він постився.
Повернувшись до США, Пірсони оселились в Нью-Йорку, де Пірсон продавав свої тексти корпорації United Publishers і викладав у Колумбійському університеті.

### Робота уUnited States Daily
У 1926 році Пірсон став редактором міжнародного відділу у газеті United States Daily (пізніше — US News & World Report). У зв'язку з новою роботою Пірсон переїхав до Вашингтону. У той час United States Daily діяло здебільшого як вмістилище документів, важливих у сфері урядування. Згодом сфера діяльності видання поширилась на дипломатичні документи. Робота Пірсона в основному полягала у редагуванні документів Держдепартаменту США для United States Daily. Для Пірсона робота у United States Daily означала не тільки роботу з документами, а й висвітлення міжнародних конференцій. Так, у 1927 році Пірсон висвітлював Женевську конференцію із роззброєння, на якій він викрив Вільяма Шерера — фейкового репортера нібито від New York Daily News, який, сіючи неправдивими репортажами розбрат між американськими та британськими делегатами конференції, фактично зірвав її. Репортажі Пірсона призвели до розслідування Конгресу, в ході якого виявилось, що Шерер отримав за зрив конференції 250 000 доларів США від кількох американських суднобудівних компаній.
У 1928 році Пірсон висвітлював Панамериканську конференцію у Гавані, Куба. Репортажі Пірсона з цієї конференції викликали невдоволення президента США Калвіна Куліджа, оскільки Пірсон писав про «імперіалістичні промахи» США на ній. У Гавані Пірсон домовився із двома місцевими газетами, El Mundo та Nación, про публікацію своїх колонок. Крім того, у 1928 році Пірсон також висвітлював паризьку конференцію, на якій був підписаний Пакт Бріана — Келлоґа або Загальний договір про відмову від війни як інструменту національної політики.

### Робота уBaltimore Sun
У 1929 році Пірсон став дипломатичним кореспондентом у Вашингтоні для газети Baltimore Sun. Одним із найгучніших ексклюзивів, які Пірсон написав для Baltimore Sun, була історія про конфлікт між дочкою президента США Теодора Рузвельта та дружиною спікера Палати представників США Еліс Рузвельт Лонґворт та сестрою тодішнього віцепрезидента США Чарльза Кертіса та офіційною господинею його дому Доллі Кертіс Ґанн. Доллі Кертіс Ґанн вважала, що їй за статусом мав надаватись пріоритет перед будь-якою іншою жінкою. Еліс Рузвельт Лонґворт вважала так само. Це змагання за світський прецедент між жінками розпочалось із дому чилійського посла Карлоса Давіли Еспінози. Віцепрезидент США та Спікер Палати представників США відповідно підтримували своїх жінок. Коли Пірсон писав про це, він зазначив, що Палата представників є «ближчою до людей», ніби виступаючи на боці Еліс. З іншого боку, він писав, що в спікера Палати представників напруженіша робота, ніж у віцепрезидента США, який був просто номінальним головою Сенату, і тому віцепрезидент був логічнішим вибором на роль «головного управителя вечері».
Крім того, на шпальтах Baltimore Sun Пірсон критикував британського посла Есме Говарда за те, що в той час, як в США діяв «сухий закон», британське посольство імпортувало алкоголь у кількості, що значно перевищувала потреби посольства. Через цю публікацію у Пірсона виник конфлікт із головою вашингтонського бюро Baltimore Sun, який дружив із послом. Однак за Пірсона заступився його друг, праправнук засновника газети Джордж Ейбел.

### Книги «Вашингтонська карусель» та «Більше вашингтонської каруселі»
Пірсон хотів займатись викривальною журналістикою, і в цьому він знайшов однодумця в особі Роберта С. Алена — вашингтонського кореспондента видання Christian Science Monitor, з яким познайомився у Держдепартаменті США, коли працював у United States Daily. Пірсон та Ален хотіли опублікувати внутрішню інформацію, яка рідко потрапляла до читачів. Ален почав писати колонку для видання The Nation, яка відрізнялась різкими коментарями. Колонка Алена сподобалась американському журналісту Генрі Менкену, який попросив Алена написати їдкі нариси про вашингтонських персонажів для журналу American Mercury. Ален погодився написати нариси, якщо він міг зробити це під псевдонімом. Менкен погодився. Нью-йоркський видавець Boni and Liveright хотів, щоб Ален написав книгу на основі подібного матеріалу. Видавець також хотів, щоб Ален знайшов співавтора, який би висвітлював світські плітки з дипломатичного світу. Ален погодився та запропонував Пірсона як співавтора.
Тісно співпрацюючи з Аленом, Пірсон став співавтором двох анонімних книжок «Вашингтонська карусель» (англ. Washington Merry-Go-Round), опублікованої навесні 1931 року, і, після того як вона стала бестселером, продовження «Більше вашингтонської каруселі» (англ. More Washington Merry-Go-Round). Як і планувалося, Ален та Пірсон змішали плітки та серйозний репортаж, щоб викрити особисті та професійні недоліки політичних лідерів країни. Особливої атаки зазнав президент США Герберт Гувер. Автори «Вашингтонської каруселі» нагадали читачам, що під час виборчої кампанії Гувер обіцяв рішучі дії, а, ставши президентом, постійно коливався. Вони називали його президентство очевидно «жахливо некомпетентним», бездіяльним та сповненим «реакційним одурманюванням». Те сприятливе висвітлення діяльності Гувера, що було, автори приписували видавникам-республіканцям та їхнім «натренованим морським котикам» — вашингтонським кореспондентам. Відповідно до Алена та Пірсона репортери, які висвітлювали Гувера, були свідками його дріб'язковості та поганого характеру та оцінювали його невдачі, але «незалежно від того, наскільки викривальними є факти, кореспонденти цих газет повинні приховувати або спотворювати їх, коли йдеться про президента та його адміністрацію».
Герберт Гувер був настільки засмучений, що скористався надзвичайними повноваженнями Міністерства юстиції США, щоб спробувати встановити особи авторів. Christian Science Monitor звільнив Роберта С. Алена після того, як його особистість стала відомою. Газета Baltimore Sun утрималася від звільнення Пірсона після публікації першої книги, але зробила це після публікації другої книги у 1932 році.

### Колонка «Вашингтонська карусель»
Роберт С. Ален виступив із ідеєю писати газетну колонку «Щоденна вашингтонська карусель». Пірсон і Ален торгували ідеєю щоденної колонки, щоб продовжити місію книг про карусель, розповідаючи Вашингтону історії, які газети не наважуються друкувати. Колонка задумувалась у дусі книг про карусель: вона б поєднувала серйозні репортажі із легким штрихом дотепності та веселості. Пірсон і Ален звернулися до кількох синдикатів, але не отримали жодних пропозицій, поки один із синдикатів — United Features Syndicate — дочірня компанія мережі газет Скріпса-Говарда — не запросила пару до Нью-Йорка, щоб обговорити їхню пропозицію. Оскільки Ален подорожував, висвітлюючи президентську кампанію, він уповноважив Пірсона укласти угоду. United Features рекламував колонку, як поєднання важливих новин, кумедних подій, жвавого стилю, реалістичних репортажів і духу хрестового походу. Проте після місяця рекламування вони отримали лише одне тверде замовлення на підписку — від Richmond News Leader. Навіть газети Скріпса-Говарда сприйняли колонку без ентузіазму. Редактори скептично поставилися до новинної колонки і віддавали перевагу чомусь більш інтерпретаційному, на їхню думку зразки колонки Пірсона-Алена містили більше пліток, ніж аналізу.
Коли колонка офіційно дебютувала 12 грудня 1932 року, у неї було лише шість передплатників, у тому числі газета Washington Herald, видавником якої була свекруха Пірсона Сіссі Патерсон. Пірсон був вимушений заробляти додатково: він став вашингтонським кореспондентом французького інформаційного агентства Havas. Однак вже в кінці першого року з моменту виходу колонки на неї підписались понад двісті газет. З цього часу Пірсон тепер зосередив свої зусилля на колонці. Невдовзі у «Каруселі» було більше підписників, ніж у всіх синдикованих колонках, за винятком колонки пліток про знаменитостей Волтера Вінчелла «На Бродвеї».
У 1935 році Пірсон та Ален також почали вести радіопрограми за мотивами колонки. Поступово між Пірсоном та Аленом зростав конфлікт щодо змісту колонки. Коли США вступили у Другу світову війну, Ален мобілізувався до армії та покинув репортерство на час війни. За умовами розриву партнерства, Пірсону залишились помічники Алена, Ален буде вказуватись як співавтор, хоча колонку писатиме лише Пірсон, а з долі Алена за колонку будуть відраховуватись юридичні витрати та витрати на додаткового помічника. Партнерство Алена та Пірсона було остаточно розірвано у 1943 році, коли Ален обурився оприлюдненням в радіопрограмі Пірсона ганебної історії про генерала Джорджа Паттона, якого Ален обожнював.
У 1944 році синдикат United Features розірвав контракт з Пірсоном, і «Вашингтонська карусель» перейшла до меншого синдикату Bell Syndicate. Пірсон пояснив такий перехід тим, що Рой Говард, голова United Features, часто цензурував колонку — як через політичні розбіжності, так і через розповідь про новини, які не вдалося розкрити його власним репортерам.
У 1954 році одним співавтором колонки Пірсона став Джек Андерсон, який до того працював на Пірсона як репортер, який висвітлював Сенат США.
Завдяки колонці Пірсон став одним із найвпливовіших людей в США: оппитування підтвердили, що Дрю Пірсон був найвідомішим оглядачем країни, а у 1944 році вашингтонська преса неохоче вибрала його вашингтонським кореспондентом, який мав найбільший вплив на націю, віддавши йому вдвічі більше голосів, ніж Волтеру Ліппману.

### Останні роки та смерть
В останні роки життя Пірсон продовжував писати колонку, а також їздити з лекціями по США. Крім того, він інвестував у газетний бізнес: коли синдикат Bell Syndicate виставили на продаж у 1965 році, Пірсон взяв додаткову іпотеку на свою ферму, щоб купити частку синдикату. Однак його колонку поступово купувало все менше видань. Видання Півдня США відмовлялись від колонки Пірсона через його захист федеральної політики громадянських прав, а видання Заходу США — через лобіювання правої політичної організації Товариство Джона Берча. У 1969 році Пірсон переніс інфаркт і, щоб відновитись, жив на своїй фермі у Меріленді. Однак 1 вересня 1969 року в нього знову стався серцевий напад і він помер. Після смерті Пірсона його колонку успадкував її співавтор Джек Андерсон.

## Найгучніші публікації

### Інтерв'ю з Микитою Хрущовим (1961р.)
Влітку 1961 року Пірсон приїхав до СРСР з метою взяти інтерв'ю в першого секретаря ЦК КПРС та Голови Ради міністрів СРСР Микити Хрущова. Спочатку Пірсон із дружиною потрапили до Москви, де Пірсон зустрівся із зятем Хрущова та редактором газети «Ізвестія» Олексієм Аджубеєм. Ця зустріч призвела до того, що Пірсона запросили до Ґаґри, де на той момент відпочивав Хрущов. У перший день зустрічі Хрущов та Пірсон проговорили чотири години і продовжували розмовляти під час сніданку, обіду та вечері наступного дня.
Хрущов надав Пірсону англомовну стенограму розмов із президентами США Дуайтом Ейзенхауером та Джоном Кеннеді. Пірсон перетворив цю стенограму на чотири колонки. Співавтор Пірсона Джек Андерсон благав його бути обережним, передбачаючи жорстку реакцію з боку антикомуністичного Товариства Джона Берча. За мотивами інтерв'ю у «Вашингтонській каруселі» згадувалось про зазначення Хрущовим переваг комунізму над капіталізмом. У колонці Хрущов зображувався як холодний та розсудливий лідер у політичному плані, і, водночас, як чуйна людина в особистому плані. На думку Пірсона, під час розмови із ним Хрущов був цілком відвертим щодо того, що б він хотів чи не хотів робити у майбутніх відносинах із США.
В американської аудиторії була неоднозначна реакція на публікацію інтерв'ю з Хрущовим. Газети публікували гнівні листи тих, хто вважав, що їх «годують» радянською пропагандою. Один із авторів назвав «чорноморський роман» Пірсона з Микитою Хрущовим нудотним. Інший — протестував, що завдяки колонці Пірсона Хрущов здавався «більш стерпним для великої кількості немислячих людей серед нас». Колумніст New York Times Сайрус Сульзберґер-молодший також відкидав такі інтерв'ю як просто один із пропагандистських прийомів Хрущова, якому сприяла когорта західних журналістів, які охоче приймали його запрошення. Оглядач Джозеф Елсоп глузував, що Хрущов просто хотів бути друзями, доки він отримає все те, чого хоче, включно з Берліном. Каліфорнійське видання Wilmington Daily Press-Journal скасувало підписку на колонку Пірсона у зв'язку з інтерв'ю з Хрущовим.

## Номінації та нагороди
У 1947 році Пірсон і його друга дружина Луві Мур Пірсон запустили «Потяг дружби» — масштабну програму допомоги цивільному європейському населенню через Організацію Об'єднаних Націй. За свою гуманітарну діяльність він отримав французький Орден Почесного легіону, Орден Зірки італійської солідарності та міжнародну золоту медаль Лицарів Колумба. За «Потяг дружби» Пірсон також отримав нагороду «Батько року» у 1948 році. У 1949 році Пірсон був номінований на Нобелівську премію миру. У 1960 році на Голлівудській алеї слави було відкрито зірку, присвячену Дрю Пірсону.

## Особисте життя
У 1925 році Пірсон одружився із Феліцією Гіжицькою, дочкою заможної спадкоємиці видавничого бізнесу та письменниці Сіссі Патерсон та польського графа Йозефа Гіжицького. За деякими даними Феліція народилась на території сучасної України (тоді — Російська імперія) у Новоселиці (Хмельницька область), де знаходиться палац Гіжицького, яким володів батько Феліції. За іншими даними вона народилась у на території сучасної Чехії (тоді — Австро-Угорщини) у місті Бланско.
Батько Феліції викрав її в дитинстві, щоб використати як розмінну монету під час розлучення зі своєю багатою дружиною. Зрештою, сім'я Сіссі переконала президента США Вільяма Тафта звернутися до російського царя Миколи ІІ, щоб той посприяв поверненню Феліції. Микола ІІ, своєю чергою, натиснув на графа Гіжицького, щоб той повернув Феліцію матері. Після повернення Феліції між графом та Сіссі почався довгий процес розлучення.
Коли Пірсони переїхали до Вашингтону, Феліція писала рецензії на фільми у Washington Post. Протягом певного періоду вона навіть була більш відомою вашингтонській публіці, ніж її чоловік. У 1927 році у Феліції та Пірсона народилась дочка Елен. У тому ж році пара розлучилась. За іншими даними Феліція та Дрю розлучились у 1928 році. За умовами розлучення у Феліції та Дрю була спільна опіка над дочкою: півроку дівчинка мала жити з матір'ю, а інші півроку — з батьком. Однак за день до спливу строку свого періоду опіки над Елен, Феліція відпливла до Європи, і написала Сіссі Патерсон, що вона відправить Елен до Польщі до родичів графа Гіжицького, з якими вона тримала зв'язок з моменту смерті графа у 1926 році. На Держдепартамент натиснули, щоб вони забрали паспорт Феліції у Польщі, змусивши її таким чином повернутись до США. Однак Феліція не поїхала до Польщі, а натомість оселилась у Парижі, де отримала роботу в європейському бюро видання Harper's Bazaar. Через кілька років, коли Елен наближалась до шкільного віку, за наполяганням Сіссі Патерсон, Феліція відпустила дочку до США, щоб та жила із Пірсоном.
У 1936 році Пірсон одружився з Луві Мур Ейбел, колишньою дружиною свого найкращого друга Джорджа Ейбела. У 1946 році дочка Пірсона Елен вийшла заміж за Джорджа Арнольда, молодшого сина відомого американського юриста та федерального судді Турмана Арнольда.

## Книги Пірсона

### Нехудожні твори
- «Вашингтонська карусель», 1931 (англ. Washington Merry-Go-Round) — книга у співавторстві з Робертом С. Аленом, на підставі якої у 1932 році був знятий однойменний фільм
- «Більше вашингтонської каруселі», 1932 (англ. More Washington Merry-Go-Round) — книга у співавторстві з Робертом С. Аленом
- «Американська дипломатична гра», 1935 (англ. The American Diplomatic Game) — книга у співавторстві з Константіном Брауном
- «Дев'ять старих чоловіків», 1937 (англ. The Nine Old Men) — критична книга про Верховний суд США, головною підставою критики є перешкоджанням судом політиці Нового курсу Франкліна Рузвельта, написана у співавторстві з Робертом С. Аленом
- «США: другорядна держава?», 1958 (англ. U.S.A.: Second Class Power?) — книга у співавторстві з Джеком Андерсоном
- «Справа проти Конгресу: переконливе звинувачення в корупції на Капітолійському пагорбі», 1968 (англ. The Case Against Congress: a Compelling Indictment of Corruption on Capitol Hill) — книга у співавторстві з Джеком Андерсоном

### Художні твори
- «Сенатор», 1968 (англ. The Senator)

### Опубліковані посмертно
- «Президент», 1970 (англ. The President) — художній твір
- «Щоденники, 1949-1959», 1974 (англ. Diaries, 1949–1959)
- «Вашингтонська карусель: Щоденники Дрю Пірсона, 1960-1969», 2015 (англ. Washington Merry-Go-Round: The Drew Pearson Diaries, 1960-1969)

## Вшанування пам'яті
У 1970 році була започаткована премія імені Дрю Пірсона, яка вручалась вашингтонським кореспондентам за журналістські розслідування.

## В популярній культурі
Дрю Пірсон зіграв самого себе в американському фільмі 1945 року «Зрада зі Сходу» (англ. Betrayal from the East). Він також зіграв самого себе в фільмі 1949 року «Місто За Річкою» (англ. City Across the River). В американському телефільмі 1977 року «Стрілець Джо» (англ. Tail Gunner Joe) Пірсона зіграв актор Роберт Ф. Саймон.